# Aleksandr Berkutov
Aleksandr Nikolaevič Berkutov (in russo Александр Николаевич Беркутов?; Oblast di Samara, 21 maggio 1933 – Mosca, 7 novembre 2012) è stato un canottiere sovietico, dal 1991 russo.

## Palmarès

### Olimpiadi
- 2 medaglie:
  - 1 oro (Melbourne 1956 nel due di coppia)
  - 1 argento (Roma 1960 nel due di coppia)

### Europei
- 6 medaglie:
  - 5 ori (Bled 1956 nel due di coppia; Duisburg 1957 nel due di coppia; Poznań 1958 nel due di coppia; Mâcon 1959 nel due di coppia; Praga 1961 nel due di coppia)
  - 1 bronzo (Amsterdam 1954 nel singolo)